# Fred Korematsu

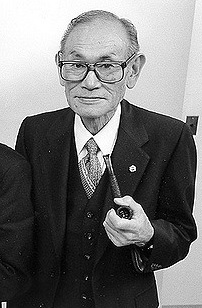
Fred Korematsu

Fred Toyosaburo Korematsu (是松 豊三郎, * 30. Januar 1919 in Oakland, Kalifornien; † 30. März 2005 in Larkspur, Kalifornien) war ein amerikanischer Bürgerrechtler japanischer Abstammung.
Nach dem Angriff auf Pearl Harbor am 7. Dezember 1941 und dem Eintritt der USA in den Zweiten Weltkrieg wurden etwa 120.000 Japaner und japanischstämmigen Amerikaner aus Angst vor einer fünften Kolonne von der Westküste der Vereinigten Staaten zwangsweise in küstenferne Gebiete umgesiedelt oder interniert. Korematsu, der sich der Internierung durch Flucht entzogen hatte, wurde 1942 verhaftet, zu einer Haftstrafe verurteilt und in ein Internierungslager gebracht. Seine Klage vor dem Obersten Gerichtshof der Vereinigten Staaten gegen die zwangsmäßigen Internierungsmaßnahmen, Korematsu v. United States, wurde im Jahr 1944 zurückgewiesen.
1984 hob das Bundesgericht in San Francisco seine Verurteilung wegen Flucht vor der Internierung auf, jedoch besteht das Urteil des Obersten Gerichtshofs, das die zwangsweise Internierung für rechtmäßig erklärte, immer noch, da es nie formal aufgehoben wurde. Durch seinen jahrzehntelangen Kampf gegen seine ethnisch begründete Internierung und um Rehabilitierung wurde Fred Korematsu zu einem Symbol für die Erinnerung an die ungerechtfertigte Internierung japanischstämmiger Amerikaner während des Krieges sowie für den Kampf gegen willkürlichen oder sonst fragwürdigen staatlichen Freiheitsentzug allgemein.

## Leben

### Herkunft und Schicksal im Zweiten Weltkrieg
Fred Toyosaburo Korematsu kam 1919 als drittes von vier Kindern japanischer Immigranten im kalifornischen Oakland zur Welt. Seine Eltern führten ein Blumenzuchtgeschäft.
Nach dem Angriff auf Pearl Harbor am 7. Dezember 1941 erklärten die USA dem Kaiserreich Japan den Krieg und traten damit in den Zweiten Weltkrieg ein. Korematsu versuchte als Freiwilliger in die Nationalgarde und die Küstenwache einzutreten, wurde jedoch wegen seiner japanischen Abstammung abgelehnt.
Daraufhin machte er eine Ausbildung zum Schweißer und war als solcher auf einer Werft in Oakland beschäftigt, wo er bis zum Vorarbeiter aufstieg. Eines Tages jedoch wurde er ohne vorherige Ankündigung wegen seiner japanischen Herkunft entlassen.
Nach der Bekanntgabe der von Präsident Franklin D. Roosevelt erlassenen Executive Order 9066 zur Internierung japanischstämmiger Amerikaner im Februar 1942 beschloss Korematsu, die Anweisung zu missachten und sein Leben in Freiheit fortzusetzen, indem er untertauchte. Er ließ sich seine Lidfalten operieren, um weniger asiatisch auszusehen, nannte sich Clyde Sarah und gab an, spanisch-hawaiianischer Herkunft zu sein.
Am 30. Mai 1942 wurde er auf offener Straße in San Leandro festgenommen und ins Gefängnis (County jail) nach San Francisco gebracht. Dort erhielt er Besuch von Ernest Besig, dem Leiter des San Franciscoer Büros der Bürgerrechtsorganisation American Civil Liberties Union (ACLU). Besig bot Korematsu an, seinen Fall zu einem Testfall für die verfassungsrechtliche Anfechtung der gesamten Internierungspraxis japanischstämmiger Amerikaner zu machen.

Topaz War Relocation Center (1943)

Am 8. September 1942 wurde Korematsu von einem Bundesgericht verurteilt, weil er die militärischen Befehle der Executive Order 9066 missachtet habe. Teil des Urteils war eine fünfjährige Bewährungszeit. Mehrere Monate lang war er in einem Zwischenlager in San Bruno im Großraum San Francisco auf einer umfunktionierten Pferderennbahn, dem sogenannten Tanforan Assembly Center, gefangengehalten. Schließlich wurde er mit seiner Familie in das im Bundesstaat Utah gelegene Topaz War Relocation Center, eines von zehn Internierungslagern für japanischstämmige Menschen in den USA, verbracht.
Während seiner Inhaftierung löste sich Korematsus italienischstämmige Verlobte schließlich von ihm; als Grund gab sie in einem Brief die Befürchtung an, ihre eigene ethnische Herkunft könne beiden ebenfalls zum Nachteil gereichen. Während des Krieges internierten die USA auch etwa 3000 italienischstämmige Amerikaner und Einwanderer.
Ab November 1942 wurden Korematsu wie vielen anderen arbeitsfähigen Häftlingen Erleichterungen zugestanden, und er durfte außerhalb des Lagers leben und arbeiten. Im Januar 1944 wurde seine Lagerhaft schließlich unbefristet ausgesetzt.

### Niederlage vor demSupreme Courtder USA 1944
Gegen seine Verurteilung und die Internierung legte Korematsu Rechtsmittel ein und klagte durch alle Instanzen bis zum Obersten Gerichtshof der Vereinigten Staaten, wo er im Dezember 1944 unterlag. Das Gericht urteilte mit einer Mehrheit von 6 zu 3 Richterstimmen, Korematsus Inhaftierung sei nicht auf Rassismus zurückzuführen, sondern sei gerechtfertigt durch die Angaben des Militärs, dass japanischstämmige Amerikaner vom US-Festland aus Funkverkehr mit feindlichen Schiffen unterhielten und zur Abtrünnigkeit neigten. Die Inhaftierung sei daher eine „militärische Notwendigkeit“ gewesen.
In einem der drei Minderheitsvoten bemerkte Richter Robert H. Jackson, dass der Inhaftierung keinerlei Beweise zugrunde lägen, und schrieb:

„Das Gericht hat für alle Zeiten das Prinzip rassistischer Diskriminierung in Strafsachen und bei Zwangsumsiedlungen für gültig erklärt... Dieses Prinzip liegt nun da wie eine geladene Waffe, zur Hand jeder Behörde, die eine Dringlichkeit plausibel machen kann.“

Jacksons Amtskollege Frank Murphy schrieb in seinem Dissens über den Internierungsbefehl:

„[Er] überschreitet die Klippe verfassungsgemäßer Macht und fällt in den hässlichen Abgrund des Rassismus.“

Auch in der Presse wurde das Urteil teilweise heftig kritisiert, so in der Washington Post, die mit der Schlagzeile Legalisierter Rassismus (Legalized Racism) titelte. Jedoch entsprach dies nicht der Mehrheitsmeinung der Amerikaner. So sprachen sich bei einer Gallup-Umfrage im Dezember 1942 lediglich 35 % der Befragten dafür aus, dass den von der Pazifikküste ostwärts deportierten Japanern nach dem Krieg die Rückkehr gestattet werden solle.

### Nach dem Krieg
Nach dem Kriegsende und der Entlassung der japanischstämmigen US-Bevölkerung aus der Lagerhaft bemühte sich Korematsu darum, wieder als US-Bürger Fuß zu fassen. Er zog nach Detroit im Staat Michigan, wo bereits einer seiner Brüder lebte. Dort lernte er seine aus South Carolina stammende spätere Frau Kathryn kennen, die er kurz darauf heiratete. In Michigan war diese Heirat möglich; in zahlreichen anderen Staaten galten jedoch zu dieser Zeit noch Gesetze, die „gemischtrassige“ Ehen verboten, darunter sowohl in South Carolina als auch in Kalifornien, wohin das Paar 1949 zog, um sich in der San Francisco Bay Area niederzulassen.
Korematsus Berufschancen waren durch die Verurteilung dauerhaft beeinträchtigt. Während mehrerer Jahrzehnte sprach er kaum über seine Erinnerungen; seine Kinder erfuhren von der Geschichte der Internierung der japanischen Amerikaner im Schulunterricht.

### Wiederaufnahme des Verfahrens 1983
1980 richtete der Kongress der Vereinigten Staaten per Gesetz eine Sonderkommission zur Untersuchung der Umstände der Internierung der japanischstämmigen US-Amerikaner im Zweiten Weltkrieg ein, die Commission on Wartime Relocation and Internment of Civilians (CWRIC). Diese kam im Juni 1983 zu dem Schluss, die Entscheidungen zur Internierung dieser Menschen in Lagern seien das Ergebnis von „rassistischen Vorurteilen, Kriegshysterie und mangelnder politischer Führung“ gewesen.
In dieser Zeit entdeckten der Politologe Peter Irons von der University of California, San Diego und die Forscherin Aiko Herzig-Yoshinaga geheime Unterlagen des US-Justizministeriums, aus denen hervorging, dass dieses 1943 und 1944 bereits von verschiedenen Ermittlungsbehörden und Geheimdiensten, darunter dem Federal Bureau of Investigation (FBI) J. Edgar Hoovers und dem Marinenachrichtendienst Office of Naval Intelligence, unterrichtet worden war, dass keinerlei Fehlverhalten japanischstämmiger Amerikaner festgestellt worden sei. Diese offiziellen Berichte waren dem Obersten Gerichtshof der USA vom Justizministerium absichtlich nie vorgelegt worden; in einem Fall sei der Bericht verbrannt worden.
Auf dieser Basis reichte Korematsu 1983 am United States District Court in San Francisco – dem gleichen Gericht, das ihn 40 Jahre zuvor verurteilt hatte – einen Coram-nobis-Antrag ein, d. h. ein Gesuch an das Gericht, einen ernsten Irrtum zuzugeben und zu korrigieren. Am 10. November 1983 gab das Gericht unter dem Vorsitz von Richterin Marilyn Hall Patel dem Antrag statt und hob Korematsus Verurteilung von 1942 auf. In der Urteilsbegründung schrieb sie:

„[Der Fall] Korematsu steht als ständige Warnung dafür, dass in Zeiten von Krieg oder behaupteter militärischer Notwendigkeit unsere Institutionen wachsam die von der Verfassung garantierten Rechte schützen müssen.“

### Nach der Rehabilitierung
Nach der Aufhebung seiner Verurteilung von 1942 setzte sich Korematsu aktiv für die Durchsetzung von Wiedergutmachungsansprüchen der ehemals aufgrund ihrer japanischen Herkunft inhaftierten Amerikaner ein. Präsident Ronald Reagan, der diesen Ansprüchen zunächst ablehnend gegenüberstand, lenkte unter dem politischen Druck schließlich ein und unterzeichnete im August 1988 ein Gesetz zur Entschädigung der Betroffenen und zur Entschuldigung der Staatsmacht ihnen gegenüber.
Nach den Terroranschlägen vom 11. September 2001 setzte sich Korematsu wiederholt öffentlich und als Amicus Curiae gegenüber Gerichten für Terrorismusverdächtige ein, die Opfer der nach den Anschlägen eingeführten rechtlich fragwürdigen Inhaftierungspraktiken geworden waren. So gab er in einem Schreiben an den Obersten Gerichtshof der USA 2003 bezüglich der Fälle zweier muslimischer Häftlinge im Gefangenenlager der Guantanamo Bay Naval Base zu bedenken, die überzogenen Sicherheitsmaßnahmen der Regierung erinnerten an die Vergangenheit. Ein ähnliches Schreiben sendete er 2004 im Fall eines muslimischen US-Amerikaners, der ohne Prozess in einem US-Militärgefängnis in Einzelhaft saß.
Ähnlich äußerte sich Korematsu im April 2004 gemeinsam mit verschiedenen Anwalts- und Bürgerrechtsorganisationen zum Fall des Terrorverdächtigen José Padilla. Die Unterzeichner des Schreibens betonten die Gemeinsamkeiten von Padillas unrechtmäßiger Haft nach dem 11. September 2001 mit der von Fred Korematsu im Zweiten Weltkrieg und warnten die US-Regierung davor, die Fehler der Vergangenheit zu wiederholen.
Korematsu, der zuletzt in San Leandro gelebt hatte, starb am 30. März 2005 86-jährig in Larkspur an einer Atemwegserkrankung.

## Zurückweisung desSupreme-Court-Urteils von 1944 im Jahr 2018
Anders als Korematsus strafrechtliche Verurteilung blieb die Entscheidung des Obersten Gerichtshofs der USA von 1944 gegen Korematsu, die die Verfassungsmäßigkeit der Internierung japanischstämmiger Amerikaner durch die Executive Order 9066 bestätigt hatte, weiterhin gültig, da sie nie explizit umgestoßen wurde. Sie gilt zusammen mit Dred Scott v. Sandford und Plessy v. Ferguson als eine der schlimmsten Entscheidungen der Institution.
Im Lauf der Zeit reihten sich aber auch konservative Richter des Obersten Gerichtshofs in die Reihen derjenigen ein, die die Entscheidung verurteilten, etwa Antonin Scalia, der 2014 warnte:

„Man macht sich aber etwas vor, wenn man glaubt, das werde nicht wieder passieren… Ich wäre nicht erstaunt, es in Kriegszeiten wieder passieren zu sehen. Das ist keine Rechtfertigung, aber es ist die Realität.“

2018 wurde die Korematsu-Entscheidung im Fall Trump v. Hawaii von Chief Justice John Roberts als „moralisch abstoßend“ bezeichnet, aber nicht rechtlich umgestoßen. In der Mehrheitsmeinung schrieb er:

„Korematsu war gravierend falsch am Tag der Entscheidung, wurde bereits vor dem Gericht der Geschichte widerrufen, und – um klar zu sein – hat laut der Verfassung keinen Platz in der Rechtsprechung.“

Am Ende zitiert Roberts Justice Robert H. Jacksons Minderheitsmeinung in der Korematsu-Entscheidung von 1944.

## Ehrungen und Auszeichnungen
Am 15. Januar 1998 verlieh Präsident Bill Clinton Korematsu die Presidential Medal of Freedom, die höchste vom Präsidenten vergebene zivile Auszeichnung. Im Juni desselben Jahres wurden ihm die California Senate Medal des kalifornischen Senats sowie der Pearlstein Civil Rights Award der Anti-Defamation League verliehen.
Mehrere Universitäten bzw. Fakultäten verliehen Fred Korematsu die Ehrendoktorwürde, darunter die City University of New York Law School, die University of the Pacific McGeorge School of Law, die California State University, East Bay und die University of San Francisco. Die juristische Fakultät der Seattle University verfügt über ein Fred T. Korematsu Center for Law and Equality.
Im Jahr 2010 erklärte Kalifornien den 30. Januar per Gesetz zum Fred Korematsu Day, womit zum ersten Mal in den USA ein Gedenktag nach einem asiatischstämmigen Amerikaner benannt wurde. Seither haben mehrere weitere Staaten den Tag ebenfalls gesetzlich zum nach Korematsu benannten Gedenktag bestimmt, darunter Hawaii, Utah, Illinois, Georgia und Virginia.
Am 30. Januar 2017, Korematsus 98. Geburtstag, widmete die Internet-Suchmaschine Google ihm ein Google Doodle.
Im Oktober 2021 wurde ihm von der Denkfabrik Roosevelt Institute posthum die Freedom Medal des Four Freedoms Award verliehen.